# سيرجي كيلموف
سيرجي كيلموف (بالروسية: Климов, Сергей Александрович)‏ هو دراج روسي، ولد في 7 يوليو 1980 في سانت بطرسبرغ في روسيا.

## وصلات خارجية
- الموقع الرسمي
- سيرجي كيلموف على موقع الاتحاد الدولي للدراجات (الإنجليزية)
- سيرجي كيلموف على موقع أرشيف الدراجات (الإنجليزية)
- سيرجي كيلموف على موقع إحصائيات الدراجات الإحترافية (الإنجليزية)
- سيرجي كيلموف على موقع نسبة الدراجات (الإنجليزية)
- سيرجي كيلموف على موقع CycleBase (الإنجليزية)
- سيرجي كيلموف على موقع أوليمبيديا (الإنجليزية)